# Buzz Aldrin's Race into Space
Buzz Aldrin's Race Into Space, noto anche come BARIS, è un videogioco di strategia gestionale e simulazione del 1993. Il giocatore assume il ruolo di amministratore della NASA o di capo del Programma spaziale sovietico con l'obiettivo di essere il primo a effettuare un allunaggio con successo.
BARIS fu pubblicato nel 1993 come versione per computer di LIFTOFF!, gioco da tavolo del 1989 creato da Fritz Bronner. Nel 1994 fu ripubblicato su CD-ROM in una nuova versione comprendente tutti gli aggiornamenti della versione precedente, nuovi video riguardanti le missioni e nuove modalità multiplayer.
Gli sviluppatori si impegnarono per mantenere l'accuratezza storica, includendo tutti i principali veicoli spaziali e le proposte alternative che furono considerate al tempo, facendo però semplificazioni e compromessi per non minare il bilanciamento e la complessità del gioco.
Anche l'astronauta della NASA Buzz Aldrin, secondo uomo a metter piede sulla Luna fu consultato, e diede il permesso di inserire il suo nome nel titolo.